# 벤슨 퐁
벤슨 퐁(영어: Benson Fong, 중국어 간체자: 邝炳雄, 정체자: 鄺炳雄, 1916년 10월 10일 ~ 1987년 8월 1일)은 미국의 배우, 텔레비전 배우이다.
새크라멘토에서 태어났으며 로스앤젤레스에서 뇌졸중으로 사망하였다.

## 영화
- 쿵후 (1986년)
- 글리터돔 (1984년)
- 징크스 (1982년)
- 할리우드의 건달들 (1981년)
- 스파이더맨 3 (1979년)
- 러브 스토리 2 (1978년)
- 세계에서 가장 힘센 남자 (1975년)
- 돌파구 (1973년)
- 이소룡의 생과 사 (1973년) - 본인 역
- 러브 버그 (1969년)
- 털보 가족 (1966년)
- 전격 후린트 고고작전 (1965년)
- 걸스! 걸스! 걸스! (1962년)
- 플라워 드럼 송 (1961년)
- 나의 세 아들 (1960년)
- 보난자 (1959년)
- 페리 메이슨 (1957년)
- 우주 정복 (1955년)
- 북경 익스프레스 (1951년)
- 캘커타 (1947년)
- 백 투 바탄 (1945년)
- 진주만 습격 (1944년)
- 업 인 암스 (1944년)
- 써티 세컨즈 오버 도쿄 (1944년)
- 왕국의 열쇠 (1944년)
- 데스티네이션 도쿄 (1943년)